# Winterberg
Winterberg je město v Německu, ve spolkové zemi Severní Porýní-Vestfálsko. Je známým sportovním střediskem.

## Geografie
Winterberg se nachází uprostřed regionu Sauerland, u pramenů řek Rúr a Lenne.

## Dějiny
Arcibiskup Konrad von Hochstaden povýšil Winterberg na město kolem roku 1270. Ve 14. století získalo město právo vybudovat hradby, přesto bylo město téměř zničeno při ozbrojeném sporu Gottfrieda IV. von Arnsberg s kolínským arcibiskupem Wilhelmem von Gennep. Po obnově se stal hlavním zdrojem bohatství města obchod, při kterém Winterberg těžil z výhodné pozici na křižovatce cest z Kolína do Kasselu a z Frankfurtu do Soestu.
V 16. století se město rozrostlo ziskem oblastí Marken a Astenberg. Za třicetileté války byla hesenskými vojsky zničená sousední města Medebach a Hallenberg. Jejich zánik vedl k tomu, že význam Winterbergu narostl. Město samo naopak obléhání Hesenskými a Švédy v kolem roku 1640 odolalo.
Od 16. do 18. století probíhalo i ve Winterbergu množství čarodějnických procesů. V roce 1993 byl ve městě odhalen pomník jejich obětí.
V 18. století došlo ve Winterbergu k velkému požáru, při následné obnově dostalo město současnou podobu.

## Sport
Město je centrem zimních sportů v Sauerlandu. Nachází se v něm bobová dráha, která pravidelně hostí významné světové soutěže.
Sportovní vyžití nabízí Winterberg také aktivním turistům, pro které je v okolí šestnáct sjezdovek a na 35 km běžeckých tratí.

## Partnerská města
Partnerskými městy Winterbergu jsou:
- Le Touquet – od roku1974
- Rijssen – od roku 1974
- Rixensart – od roku 1989
- Oberhof – od roku 1990

V roce 2006 navázala partnerství s Winterbergem radnice města Vimperku (Vimperk je německy rovněž Winterberg).

## Galerie

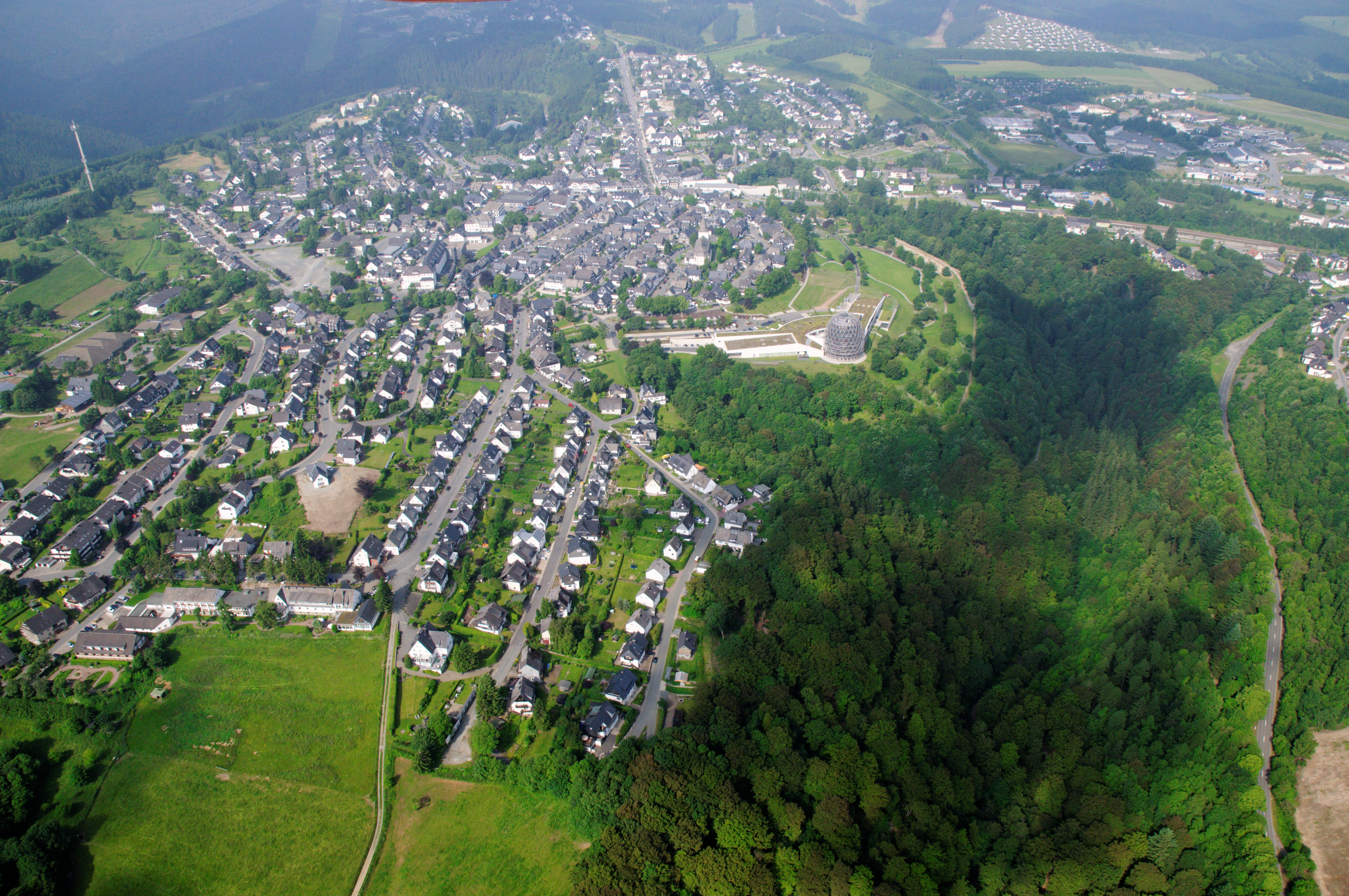
Winterberg
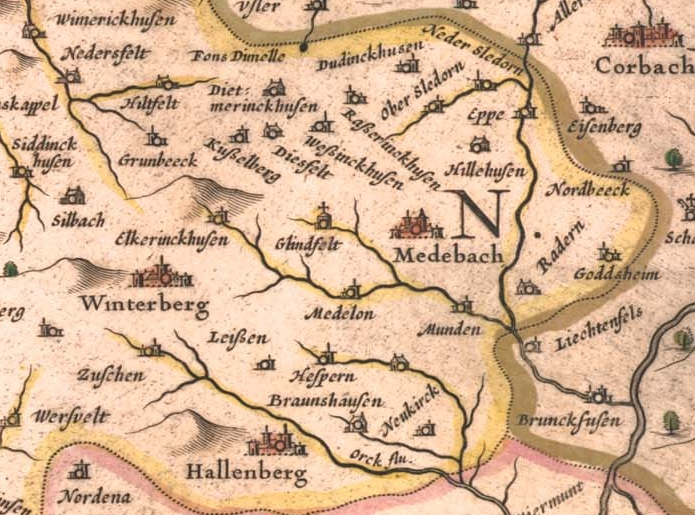
Mapa z roku 1645 s krajinou kolem měst Winterberg, Medebach a Hallenberg
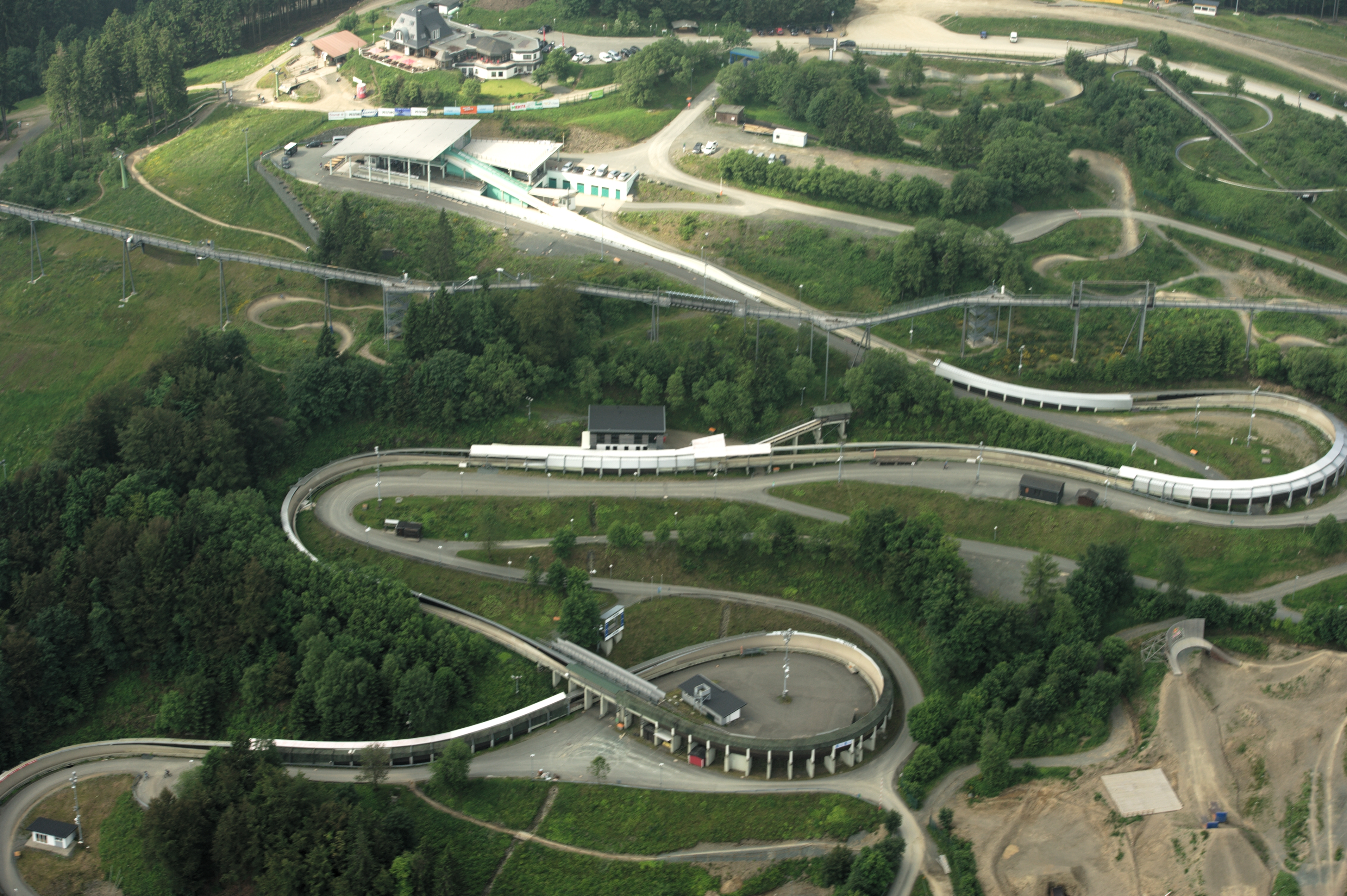
Bobová dráha ve Winterbergu